# Cystoderma arcticum
Cystoderma arcticum (рус. Цистодерма арктическая) — вид грибов из семейства Шампиньоновые (Agaricaceae).

## Таксономия
Грибы этого вида долгое время принимались за другие, родственные цистодермы. В 1984 году финский миколог Харри Хармая в журнале Karstenia описал новый для науки вид Cystoderma arcticum.

## Описание
- Шляпка 1—5 см в диаметре, в молодом возрасте выпукло-конической формы, затем становится выпуклой и плоско-выпуклой, обычно с довольно широким бугорком в центре, с радиально-морщинистой жёлто- или оранжево-коричневой, в середине иногда более тёмной, поверхностью, покрытой зернистым налётом. Край шляпки жёлто-коричневого цвета, со свисающими белыми или желтоватыми остатками общего покрывала.
- Мякоть плотная, у молодых грибов белого цвета, с возрастом приобретает коричневатый оттенок, с мучнистым запахом.
- Гименофор пластинчатый, пластинки приросшие к ножке, частые, сравнительно толстые, светло-жёлтого цвета.
- Ножка 2—7 см длиной и 0,3—1,1 см толщиной, ровная, реже сужающаяся или расширющаяся к основанию, сухая, в верхней части гладкая или мелковолокнистая, ниже зернистая или волокнистая, одного цвета со шляпкой. Кольцо долговечное.
- Споровый порошок светло-жёлтого цвета. Споры 5,5—8,7×3,7—5,1 мкм, эллиптической формы, гладкие, амилоидные, с тонкими стенками. Базидии 27—38×3,7—5,1 мкм, булавовидные, четырёхспоровые. Цистиды отсутствуют. Пилеипеллис — полицистодермис, состоящий из шаровидных, булавовидных или грушевидных гиф 11—65×11—34 мкм.
- Токсические свойства гриба не изучены.

## Ареал и экология
Произрастает небольшими или довольно крупными группами на торфе, по берегам ручьёв, реже среди мха. Широко распространена в Северной Европе и на Аляске.